# Álvaro Tardáguila

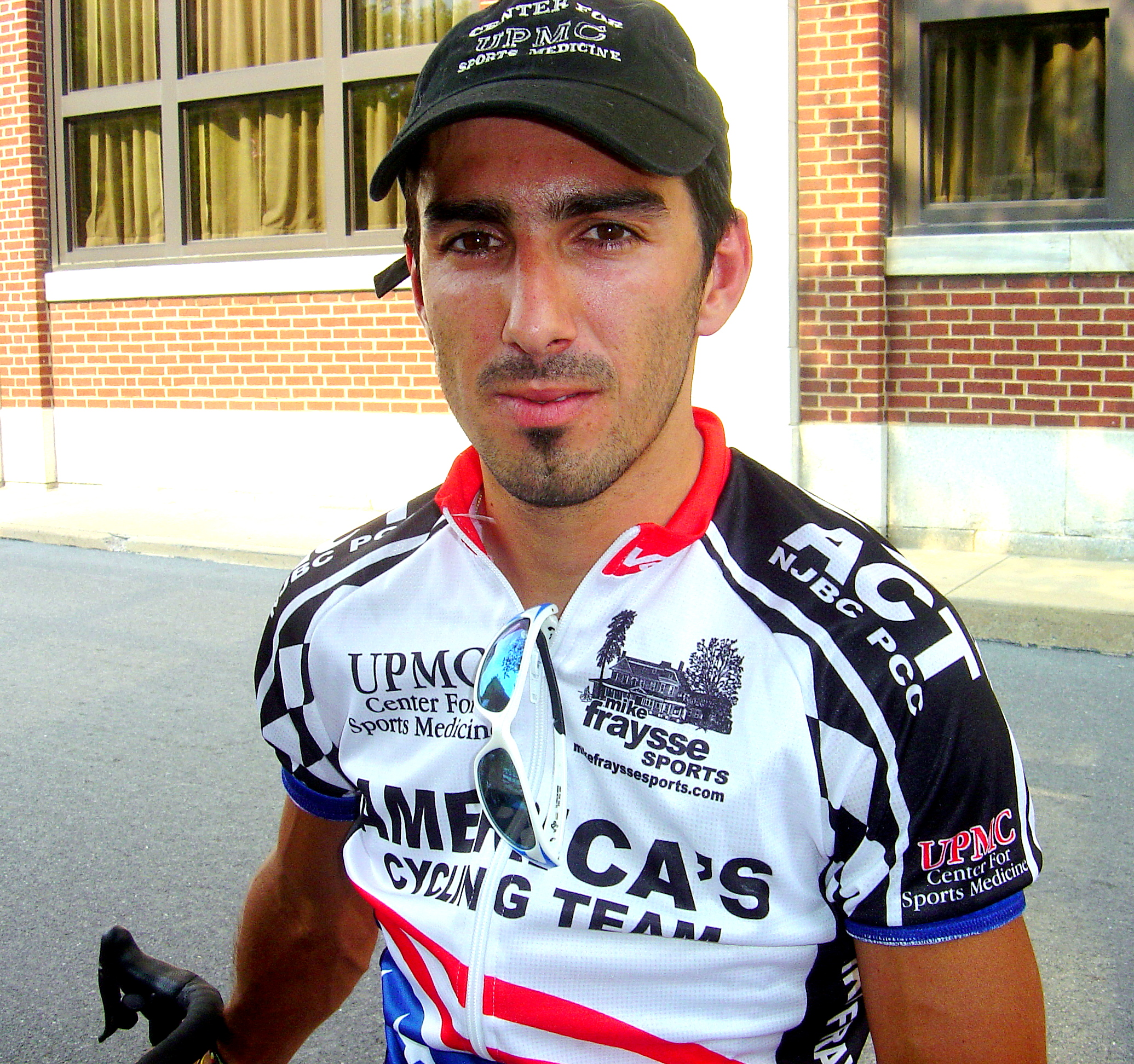
Álvaro Tardáguila (2005)

Álvaro Walter Tardáguila Silva (* 16. August 1975) ist ein ehemaliger uruguayischer Radrennfahrer.
Álvaro Tardáguila, Sohn des Radrennfahrers und Olympiateilnehmers von 1972 Walter Tardáguila, gewann 2004 das Murraysville Classic in den Vereinigten Staaten, und er war auf einem Teilstück der Tour de Korea erfolgreich. Ein Jahr später gewann er zwei Etappen der Clásica del Oeste-Doble Bragado und die Gesamtwertung der Vuelta Ciclista del Uruguay. Außerdem wurde er jeweils Zweiter beim Univest Grand Prix und in der Gesamtwertung der Tour of Christiana. 2006 war Tardáguila auf einem Teilstück der Rutas de América erfolgreich.
Im Jahr 2005 wurde Tardaguila nach einem Rennen in den USA positiv auf EPO und Anabolika getestet und für zwei Jahre gesperrt.
Bei der Rutas de América 2012 belegte Tardáguila für das Amanecer-Team startend den ersten Platz in der Sprintwertung vor Mateo Sasso.

## Erfolge
2004
- eine Etappe Tour de Korea

2005
- Vuelta Ciclista del Uruguay
- Vuelta Leandro N. Alem

2008
- Día de las Americas und zwei Etappen